# París-Roubaix 2022
La 119.ª edición de la clásica ciclista París-Roubaix fue una carrera en Francia que se celebró el 17 de abril de 2022 sobre un recorrido de 257,2 kilómetros entre la ciudad francesa de Compiègne y velódromo del municipio de Roubaix. 
La carrera formó parte del UCI WorldTour 2022, calendario ciclístico de máximo nivel mundial, siendo la decimoquinta carrera de dicho circuito y fue ganada por el neerlandés Dylan van Baarle del INEOS Grenadiers. Completaron el podio, como segundo y tercer clasificado respectivamente, el belga Wout van Aert del Jumbo-Visma y el suizo Stefan Küng del Groupama-FDJ.

## Equipos participantes
Tomaron parte en la carrera 25 equipos: 18 de categoría UCI WorldTeam y 7 de categoría UCI ProTeam invitados por la organización. Formaron así un pelotón de 170 ciclistas de los cuales finalizaron 107. Los equipos participantes fueron:
| WorldTeams (18)- AG2R Citroën Team - Astana Qazaqstan Team - Bahrain Victorious - Bora-Hansgrohe - Cofidis - EF Education-EasyPost - Groupama-FDJ - Ineos Grenadiers - Intermarché-Wanty-Gobert Matériaux - Israel-Premier Tech - Jumbo-Visma - Lotto-Soudal - Movistar Team - Quick-Step Alpha Vinyl - BikeExchange-Jayco - Team DSM - Trek-Segafredo - UAE Team Emirates ProTeams (7)- Alpecin-Fenix - Arkéa-Samsic - B&B Hotels-KTM - Bingoal Pauwels Sauces WB - Sport Vlaanderen-Baloise - TotalEnergies - Uno-X Pro Cycling Team |
| |

## Clasificación final
- La clasificación finalizó de la siguiente forma:[2]

### Clasificación general
| \| Clasificación general \| Clasificación general \| Clasificación general \| Clasificación general \| Clasificación general \| \| Ciclista \| Ciclista \| Equipo \| Tiempo \| \| \| --------------------- \| --------------------- \| ---------------------------------- \| --------------------- \| --------------------- \| \| 1.º \| Dylan van Baarle \| Ineos Grenadiers \| 5 h 37 min 00 s \| \| \| 2.º \| Wout van Aert \| Jumbo-Visma \| + 1 min 47 s \| \| \| 3.º \| Stefan Küng \| Groupama-FDJ \| + 1 min 47 s \| \| \| 4.º \| Tom Devriendt \| Intermarché-Wanty-Gobert Matériaux \| + 1 min 47 s \| \| \| 5.º \| Matej Mohorič \| Bahrain Victorious \| + 1 min 47 s \| \| \| 6.º \| Adrien Petit \| Intermarché-Wanty-Gobert Matériaux \| + 2 min 27 s \| \| \| 7.º \| Jasper Stuyven \| Trek-Segafredo \| + 2 min 27 s \| \| \| 8.º \| Laurent Pichon \| Arkéa-Samsic \| + 2 min 27 s \| \| \| 9.º \| Mathieu van der Poel \| Alpecin-Fenix \| + 2 min 34 s \| \| \| 10.º \| Yves Lampaert \| Quick-Step Alpha Vinyl \| + 2 min 59 s \| \| \| 11.º \| Ben Turner \| Ineos Grenadiers \| + 4 min 30 s \| \| \| 12.º \| Alexander Kristoff \| Intermarché-Wanty-Gobert Matériaux \| + 4 min 33 s \| \| \| 13.º \| Florian Sénéchal \| Quick-Step Alpha Vinyl \| + 4 min 36 s \| \| \| 14.º \| Jordi Meeus \| Bora-Hansgrohe \| + 4 min 47 s \| \| \| 15.º \| Matis Louvel \| Arkéa-Samsic \| + 4 min 47 s \| \| \| 16.º \| Taco van der Hoorn \| Intermarché-Wanty-Gobert Matériaux \| + 4 min 47 s \| \| \| 17.º \| Greg Van Avermaet \| AG2R Citroën Team \| + 4 min 47 s \| \| \| 18.º \| John Degenkolb \| Team DSM \| + 4 min 47 s \| \| \| 19.º \| Andrea Pasqualon \| Intermarché-Wanty-Gobert Matériaux \| + 4 min 47 s \| \| \| 20.º \| Mike Teunissen \| Jumbo-Visma \| + 4 min 47 s \| \| |                      |                                    |                 |
| |                      |                                    |                 |
| Fuente: ProCyclingStats |                      |                                    |                 |
| Clasificación general |                      |                                    |                 |
| Ciclista | Ciclista             | Equipo                             | Tiempo          |
| 1.º | Dylan van Baarle     | Ineos Grenadiers                   | 5 h 37 min 00 s |
| 2.º | Wout van Aert        | Jumbo-Visma                        | + 1 min 47 s    |
| 3.º | Stefan Küng          | Groupama-FDJ                       | + 1 min 47 s    |
| 4.º | Tom Devriendt        | Intermarché-Wanty-Gobert Matériaux | + 1 min 47 s    |
| 5.º | Matej Mohorič        | Bahrain Victorious                 | + 1 min 47 s    |
| 6.º | Adrien Petit         | Intermarché-Wanty-Gobert Matériaux | + 2 min 27 s    |
| 7.º | Jasper Stuyven       | Trek-Segafredo                     | + 2 min 27 s    |
| 8.º | Laurent Pichon       | Arkéa-Samsic                       | + 2 min 27 s    |
| 9.º | Mathieu van der Poel | Alpecin-Fenix                      | + 2 min 34 s    |
| 10.º | Yves Lampaert        | Quick-Step Alpha Vinyl             | + 2 min 59 s    |
| 11.º | Ben Turner           | Ineos Grenadiers                   | + 4 min 30 s    |
| 12.º | Alexander Kristoff   | Intermarché-Wanty-Gobert Matériaux | + 4 min 33 s    |
| 13.º | Florian Sénéchal     | Quick-Step Alpha Vinyl             | + 4 min 36 s    |
| 14.º | Jordi Meeus          | Bora-Hansgrohe                     | + 4 min 47 s    |
| 15.º | Matis Louvel         | Arkéa-Samsic                       | + 4 min 47 s    |
| 16.º | Taco van der Hoorn   | Intermarché-Wanty-Gobert Matériaux | + 4 min 47 s    |
| 17.º | Greg Van Avermaet    | AG2R Citroën Team                  | + 4 min 47 s    |
| 18.º | John Degenkolb       | Team DSM                           | + 4 min 47 s    |
| 19.º | Andrea Pasqualon     | Intermarché-Wanty-Gobert Matériaux | + 4 min 47 s    |
| 20.º | Mike Teunissen       | Jumbo-Visma                        | + 4 min 47 s    |

## Ciclistas participantes y posiciones finales
Convenciones:
- AB-N: Abandono en la carrera
- FLT-N: Retiro por llegada fuera del límite de tiempo en la carrera
- NTS-N: No tomó la salida para la carrera
- DES-N: Descalificado o expulsado en la carrera

## UCI World Ranking
La París-Roubaix otorgó puntos para el UCI World Ranking para corredores de los equipos en las categorías UCI WorldTeam, UCI ProTeam y Continental. Las siguientes tablas son el baremo de puntuación y los diez corredores que obtuvieron más puntos:
| Posición   | 1.º | 2.º | 3.º | 4.º | 5.º | 6.º | 7.º | 8.º | 9.º | 10.º | 11.º | 12.º | 13.º | 14.º | 15.º | 16.º-20.º | 21.º-30.º | 31.º-50.º | 51.º-55.º | 56.º-60.º |
| Puntuación | 500 | 400 | 325 | 275 | 225 | 175 | 150 | 125 | 100 | 85   | 70   | 60   | 50   | 40   | 35   | 30        | 20        | 10        | 5         | 3         |

| Clasificación |                      |                                    |        |
| Posición      | Ciclista             | Equipo                             | Puntos |
| ------------- | -------------------- | ---------------------------------- | ------ |
| 1.º           | Dylan van Baarle     | INEOS Grenadiers                   | 500    |
| 2.º           | Wout van Aert        | Jumbo-Visma                        | 400    |
| 3.º           | Stefan Küng          | Groupama-FDJ                       | 325    |
| 4.º           | Tom Devriendt        | Intermarché-Wanty-Gobert Matériaux | 275    |
| 5.º           | Matej Mohorič        | Bahrain Victorious                 | 225    |
| 6.º           | Adrien Petit         | Intermarché-Wanty-Gobert Matériaux | 175    |
| 7.º           | Jasper Stuyven       | Trek-Segafredo                     | 150    |
| 8.º           | Laurent Pichon       | Arkéa Samsic                       | 125    |
| 9.º           | Mathieu van der Poel | Alpecin-Fenix                      | 100    |
| 10.º          | Yves Lampaert        | Quick-Step Alpha Vinyl             | 85     |